# Egipto en los Juegos Olímpicos
Egipto en los Juegos Olímpicos está representado por el Comité Olímpico Egipcio, creado en 1910 y reconocido por el Comité Olímpico Internacional en el mismo año.
Ha participado en 23 ediciones de los Juegos Olímpicos de Verano, su primera presencia tuvo lugar en Estocolmo 1912. El país ha obtenido un total de 39 medallas en las ediciones de verano: 9 de oro, 12 de plata y 18 de bronce.
En los Juegos Olímpicos de Invierno ha participado en una ocasión, en Sarajevo 1984. El país no ha conseguido ninguna medalla en las ediciones de invierno.

## Medallero

### Por edición
| Evento              | Oro | Plata | Bronce | Total |
| ------------------- | --- | ----- | ------ | ----- |
| Estocolmo 1912      | 0   | 0     | 0      | 0     |
| Amberes 1920        | 0   | 0     | 0      | 0     |
| París 1924          | 0   | 0     | 0      | 0     |
| Ámsterdam 1928      | 2   | 1     | 1      | 4     |
| Los Ángeles 1932    | –   | –     | –      | –     |
| Berlín 1936         | 2   | 1     | 2      | 5     |
| Londres 1948        | 2   | 2     | 1      | 5     |
| Helsinki 1952       | 0   | 0     | 1      | 1     |
| Melbourne 1956      | 0   | 0     | 0      | 0     |
| Tokio 1964          | 0   | 0     | 0      | 0     |
| México 1968         | 0   | 0     | 0      | 0     |
| Múnich 1972         | 0   | 0     | 0      | 0     |
| Montreal 1976       | 0   | 0     | 0      | 0     |
| Moscú 1980          | –   | –     | –      | –     |
| Los Ángeles 1984    | 0   | 1     | 0      | 1     |
| Seúl 1988           | 0   | 0     | 0      | 0     |
| Barcelona 1992      | 0   | 0     | 0      | 0     |
| Atlanta 1996        | 0   | 0     | 0      | 0     |
| Sídney 2000         | 0   | 0     | 0      | 0     |
| Atenas 2004         | 1   | 1     | 3      | 5     |
| Pekín 2008          | 0   | 0     | 2      | 2     |
| Londres 2012        | 0   | 3     | 1      | 4     |
| Río de Janeiro 2016 | 0   | 1     | 2      | 3     |
| Tokio 2020          | 1   | 1     | 4      | 6     |
| París 2024          | 1   | 1     | 1      | 3     |
| TOTAL               | 9   | 12    | 18     | 39    |

| Evento        | Oro | Plata | Bronce | Total |
| ------------- | --- | ----- | ------ | ----- |
| Sarajevo 1984 | 0   | 0     | 0      | 0     |
| 1988 – 2022   | –   | –     | –      | –     |
| TOTAL         | 0   | 0     | 0      | 0     |

### Por deporte
Deportes de verano
| Evento            | Oro | Plata | Bronce | Total |
| ----------------- | --- | ----- | ------ | ----- |
| Boxeo             | 0   | 1     | 2      | 3     |
| Esgrima           | 0   | 1     | 1      | 2     |
| Halterofilia      | 5   | 5     | 5      | 15    |
| Judo              | 0   | 1     | 1      | 2     |
| Karate            | 1   | 0     | 1      | 2     |
| Lucha             | 2   | 2     | 3      | 7     |
| Pentatlón moderno | 1   | 1     | 0      | 2     |
| Saltos            | 0   | 1     | 1      | 2     |
| Taekwondo         | 0   | 0     | 4      | 4     |
| TOTAL             | 9   | 12    | 18     | 39    |